# Люговичи
Люговичи — деревня в Алёховщинском сельском поселении Лодейнопольского района Ленинградской области.

## История

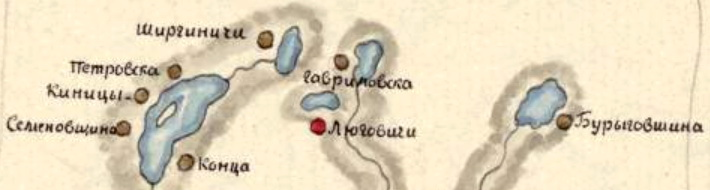
Деревня Люговичи на плане 1818 года

КОКОЕВА (посёлки Копосова и Люговичи) — деревня при озере Люговском, число дворов — 25, число жителей: 54 м. п., 78 ж. п.; Часовня православная. (1879 год)

КОКОЕВА — деревня при озере Люговском, население крестьянское: домов — 35, семей — 31, мужчин — 85, женщин — 94, всего — 179; лошадей — 32, коров — 67, прочего — 80 . (1905 год)

В конце XIX — начале XX века деревня административно относилась к Мирошкинской волости 1-го стана Лодейнопольского уезда Олонецкой губернии.
С 1917 по 1921 год деревня Часовенская Гора входила в состав Люговского сельсовета Мирошкинской волости Лодейнопольского уезда.
С 1922 года в составе Луначарской волости.
С августа 1927 года в составе Лодейнопольского района.
С 1930 года в составе Лодейнопольского района.
Согласно карте Ленинградской области Северо-западного аэрогеодезического треста ГГУ издания 1932 года, входящая в большую деревню Люговичи, деревня Часовенная Гора насчитывала 20 крестьянских дворов, Копылово — 13, Спирово — 10 дворов. В первой находилась почта, между второй и третьей — часовня. Кроме них в состав Люговичей входили деревни Малое Усадище — 7 дворов и Кокоево — 17 дворов.
По данным 1933 года деревни Кокоево и Часовенная Гора входили в состав Люговского сельсовета Лодейнопольского района.

Деревня Люговичи на карте РККА 1940 года

Согласно топографической карте РККА 1940 года деревня состояла из четырёх частей: Часовенная Гора, Копылова, Малое Усадище и Кокоева.  В деревне находилась церковь.
С 1 января 1953 года деревня Часовенская Гора учитывается областными административными данными как деревня Люговичи.
В 1958 году население деревни составляло 244 человека.
В 1961 году население деревни составляло 216 человек.
По данным 1966, 1973 и 1990 годов деревня Люговичи входила в состав Имоченского сельсовета.
В 1997 году в деревне Люговичи Имоченской волости проживал 91 человек, в 2002 году — 53 человека (русские — 90 %).
В 2007 году в деревне Люговичи Алёховщинского СП проживали 60 человек, в 2010 году — 48, в 2014 году — 52 человека.

## География
Деревня расположена в центральной части района на автодороге 41А-009 (Лодейное Поле — Чудово) в месте примыкания к ней автодороги 41К-134 (Люговичи — Яровщина).
Расстояние до административного центра поселения — 28 км.
Расстояние до ближайшей железнодорожной станции Лодейное Поле — 16 км.
Деревня находится на северном берегу Люговского озера, правом берегу реки Шоткуса.

## Демография
| 1879 | 1905 | 1958 | 1961 | 1997 | 2007 | 2010 |
| ---- | ---- | ---- | ---- | ---- | ---- | ---- |
| 132  | ↗179 | ↗244 | ↘216 | ↘91  | ↘60  | ↘48  |
| 2014 | 2015 | 2016 | 2017 |      |      |      |
| ↗52  | ↗53  | ↗55  | ↗58  |      |      |      |

### Национальный состав
Согласно данным Всероссийской переписи населения 2021 года в деревне проживали 32 человека, все русские.

## Инфраструктура
На 1 января 2014 года в деревне было зарегистрировано: хозяйств — 26, частных жилых домов — 122
На 1 января 2015 года в деревне зарегистрировано: хозяйств — 27, жителей — 53.

## Религиозные здания
- Церковь Боголюбской иконы Божией Матери, деревянная, действующая, постройки 2007 года[23].
- Часовня иконы Божией Матери «Троеручица», деревянная, постройки не позже 1900 года. Действующая[24].

## Улицы
Молодёжная, Новая.